# ادوارد جیمز آلموس
ادوارد جیمز آلموس (به انگلیسی: Edward James Olmos) (زادهٔ ۲۴ فوریه ۱۹۴۷) بازیگر مکزیکی-آمریکایی است.
از آثار او می‌توان فیلم‌های بلید رانر، حتی دختران گاوچران هم نغمه‌های بلوز را می‌فهمند، شیطان اسم دارد، پیروزی روح و کت و شلوار بستنی شگفت‌انگیز و سریال‌های مسیر مردگان و ۲ اسلحه را نام برد.